# Fort Vermilion
Fort Vermilion est un hameau (hamlet) du Comté de Mackenzie, situé dans la province canadienne d'Alberta. 
Fort Vermilion, localité non const., pop. 714 (recens. 2006), 818 (recens. 2001). Fort Vermilion se trouve à environ 70 km à l'est de HIGH LEVEL et fait maintenant partie du district municipal de Mackenzie. Son nom lui vient de l'ocre rouge découverte dans la région.

## Histoire
L'origine de Fort Vermilion remonte à l'établissement du comptoir Boyer le long de la RIVIÈRE DE LA PAIX en 1788. Ce poste de traite a été établi presque au même moment que celui de FORT CHIPEWYAN, ce qui ferait de Fort Vermilion et de Fort Chipewyan les plus anciens sites de l'Alberta, occupés par des canadiens . 
Vers 1831, le poste a été déplacé sur son emplacement actuel. On a choisi cet emplacement parce qu'il se trouvait à l'ouest des chutes Vermilion, série de rapides et de petites chutes sur la rivière de la Paix et principal obstacle au transport par voie d'eau dans la région.
Du XIXe siècle au XXe siècle, Fort Vermilion a été un important centre de traite et de transport. Au début du XXesiècle, et surtout après les années 30, la région de Fort Vermilion a attiré les premiers agriculteurs ukrainiens et mennonites qui ont ouvert une frontière agricole, l'une des plus septentrionales du Canada. Aujourd'hui, l'agriculture, la foresterie et l'industrie des hydrocarbures sont les principales ressources économiques.

## Démographie
En tant que localité désignée dans le recensement de 2011, Fort Vermilion a une population de 727 habitants dans 239 de ses 278 logements, soit une variation de 1,8 % par rapport à la population de 2006. Avec une superficie de 6,814 4 km2, le hameau possède une densité de population de 106,685 8 hab/km2 en 2011.
Concernant le recensement de 2006, Fort Vermilion abritait 714 habitants dans 227 de ses 263 logements. Avec une superficie de 6,814 4 km2, le hameau possédait une densité de population de 104,8 hab/km2 en 2006.

## Climat
| Mois                                  | jan.       | fév.       | mars       | avril      | mai        | juin      | jui.      | août      | sep.      | oct.      | nov.       | déc.       | année      |
| ------------------------------------- | ---------- | ---------- | ---------- | ---------- | ---------- | --------- | --------- | --------- | --------- | --------- | ---------- | ---------- | ---------- |
| Température minimale moyenne (°C)     | −27,3      | −22,8      | −16,2      | −4,2       | 3,7        | 8,4       | 10,6      | 8,7       | 3,2       | −2,4      | −14,4      | −24,2      | −6,4       |
| Température moyenne (°C)              | −22,7      | −17,3      | −10        | 1,8        | 10,2       | 15        | 16,9      | 15        | 8,9       | 2,2       | −10,5      | −19,8      | −0,9       |
| Température maximale moyenne (°C)     | −18,2      | −12        | −3,7       | 7,8        | 16,7       | 21,6      | 23,1      | 21,3      | 14,6      | 6,7       | −6,8       | −15,7      | 4,6        |
| Record de froid (°C) date du record   | −61,2 1911 | −57,2 1917 | −47,2 1955 | −38,9 1920 | −14,4 1920 | −8,9 1918 | −6,7 1918 | −5,6 1934 | −15 1912  | −32 1984  | −43,9 1919 | −57,8 1933 | −61,2 1911 |
| Record de chaleur (°C) date du record | 11,1 1934  | 21,1 1937  | 16,7 1928  | 28,3 1977  | 39,4 1912  | 36,7 1912 | 37,8 1941 | 36,7 1912 | 31,1 1938 | 27,1 2008 | 16,5 1978  | 18,3 1913  | 39,4 1912  |
| Précipitations (mm)                   | 20,2       | 17,5       | 19,8       | 18,8       | 35,3       | 47,1      | 64,4      | 54,7      | 35,4      | 28,1      | 20,8       | 19,7       | 381,7      |
| dont neige (cm)                       | 21         | 17,5       | 20,7       | 11,7       | 2,2        | 0         | 0         | 0         | 0,8       | 10,8      | 20,9       | 20,2       | 125,8      |
| Nombre de jours avec précipitations   | 7          | 6          | 6          | 5          | 8          | 10        | 11        | 11        | 9         | 7         | 8          | 8          | 96         |
| Nombre de jours avec neige            | 7          | 6          | 6          | 2          | 0          | 0         | 0         | 0         | 0         | 3         | 7          | 8          | 39         |

| Diagramme climatique                                  |              |               |             |             |             |              |             |             |             |               |                |
| J                                                     | F            | M             | A           | M           | J           | J            | A           | S           | O           | N             | D              |
| −18,2−27,320,2                                        | −12−22,817,5 | −3,7−16,219,8 | 7,8−4,218,8 | 16,73,735,3 | 21,68,447,1 | 23,110,664,4 | 21,38,754,7 | 14,63,235,4 | 6,7−2,428,1 | −6,8−14,420,8 | −15,7−24,219,7 |
| Moyennes : • Temp. maxi et mini °C • Précipitation mm |              |               |             |             |             |              |             |             |             |               |                |